# Ginástica nos Jogos Olímpicos de Verão de 1904 - Barra fixa
A final masculina da barra fixa da ginástica artística nos Jogos Olímpicos de Verão de 1904 contou com a participação de um número não documentado de atletas e foi realizada no dia 28 de outubro de 1904.

## Medalhistas
| Ouro   | USA Anton Heida   |
| Prata  | USA Edward Hennig |
| Bronze | USA George Eyser  |

## Final
Sem a fase classificatória, os ginastas competiram diretamente pelas medalhas. Apenas cinco colocações ficaram registradas.
| Pos.              | Ginasta       | Nação              | Total  |
| ----------------- | ------------- | ------------------ | ------ |
| Medalha de ouro   | Anton Heida   | USA Estados Unidos | 40,000 |
| Medalha de prata  | Edward Hennig | USA Estados Unidos | 40,000 |
| Medalha de bronze | George Eyser  | USA Estados Unidos | 39,000 |
| 4                 | John Duha     | USA Estados Unidos | -      |
| 5                 | William Merz  | USA Estados Unidos | -      |